# آرماس پیی
آرماس پیی (فنلاندی: Armas Pyy; ۲۷ مهٔ ۱۹۱۳ – ۲۹ ژوئیهٔ ۱۹۹۶) بازیکن فوتبال اهل فنلاند بود.
وی همچنین در تیم ملی فوتبال فنلاند بازی کرده‌است.